# 방효충
방효충(方孝忠, 1964년 ~ )은 대한민국의 항공우주공학자이자 대학 교수이다. 본관은 온양이다. 서울대학교 항공우주공학과를 졸업하고, 미국 텍사스 A&M 대학교에서 박사 학위를 받았다. 미국 해군대학원 연구조교수, 한국항공우주연구원 선임연구원, 충남대학교 교수를 역임하였고, KAIST 항공우주공학 교수로 재직 중이다. 지구관측 위성 및 정지궤도 위성의 자세제어 연구 전문가이다.

## 생애
1964년 충청남도 서산시에서 출생하였다. 서울대학교 항공우주공학과를 졸업하고, 미국 텍사스 A&M 대학교에서 박사 학위를 받았다.
방효충 교수는 지구관측 위성 및 정지궤도 위성의 자세제어 연구 전문가이다. 위성을 이용해 정찰이나 관측을 하기 위해서는 위성체 안테나와 관측 용 카메라가 지구상의 일정한 지점을 정확하게 향하도록 유지해야 하는데 이게 바로 자세제어다. 방효충 교수는 1988년 박사과정을 시작해 미국 해군대학원과 한국항공우주연구원을 거쳐 현재에 이르기까지 이 분야만 팠다. 자세제어를 위한 각종 알고리즘을 연구하며 지상에서 실물 시험장치를 제작해 실험하는 연구도 병행하고 있다.
1997년부터 1998년까지 한국항공우주연구원 근무 당시에는 인공위성 핵심기술인 자세제어시스템 연구를 위한 지상시험용 장치를 개발했고, 이는 정지궤도 방송-통신 위성인 무궁화 위성 1, 2호의 자세제어 시스템 운영에 활용됐다.
2000년에는 무궁화 위성 3호의 자세운동을 예측할 수 있는 시뮬레이션 소프트웨어를 개발하기도 했다.
방효충 교수는 실무뿐만 아니라 학술ㆍ이론에서도 빼어난 실력을 갖추고 있다. 지금까지 국내외 학술지에 발표한 논문이 175편에 달하며, 학술대회 발표논문을 포함하면 총 500여편을 넘게 발표했다. 특히 박사학위 과정에 발표한 논문은 항공우주제어 분야의 가장 권위 있는 학술지(Journal of Guidance, Control, and Dynamics)에 게재돼 현재까지 60회 이상 인용되고 있다. 또 미국에 있는 동안 2인 공저로 저술한 영문저서(The Finite Element Method using MATLAB)는 미국과 호주의 일부 대학에서 교재로 사용하고 있고 2001년 마르퀴즈 국제 인명사전(과학기술 분야)에 등재되기도 했다. 이런 다양한 실적과 연구력을 인정받아 그는 2001년 과학기술부와 한국과학기술한림원이 수여하는 제5회 젊은과학자상(대통령상)을 수상했다.
2013년 11월 13일 한국항공우주연구원과 한국항공우주학회가 공동 주관한‘제4회 달탐사 심포지엄’에서 방효충 카이스트 교수는 ‘달 탐사 기술분야 연구현황 및 추진전략’을 발표하였다.
2023년 4월 21일 과학의날 행사에서 우주, 국방분야에서 위성 자세제어, 초소형위성 시스템, 무인항공기 기초기술을 개발해 학계 및 산업 발전에 기여한 공로를 인정받아 과학기술훈장 도약장을 수상하였다.

### 연구 분야
- Satellite attitude dynamics and control
- Spacecraft guidance and navigation
- Inter-planetary mission design
- Space systems
- UAV flight dynamics and control
- UAV flight control systems design
- Aerospace vehicle trajectory planning and optimization

## 학력
- 서울대학교 항공우주공학 학사
- 서울대학교 대학원 항공우주공학 석사
- 미국 텍사스 A&M 대학교 항공우주공학 박사

## 경력
- 1992년 7월 ~ 1994년 12월  미국 해군대학원 연구 조교수
- 1995년 3월 ~ 1999년 9월  한국항공우주연구원 선임연구원
- 1999년 9월 ~ 2000년 12월  충남대학교 교수
- 2001년 1월 ~ 한국과학기술원(KAIST) 항공우주공학 교수
- 2019년 3월 ~ 2021년 7월 제3대 카이스트 안보융합연구원 원장
- 2021년 1월 ~ 2021년 12월 한국항공우주학회 회장
- 2021년 1월 ~ 제4기 국가과학기술자문회의 국방전문위원회 위원장
- 2024년 5월 ~ 2024년 10월 국가우주위원회 위원
- 2024년 10월 ~ 국가우주위원회 부위원장

## 수상
- 2001년 제5회 젊은과학자상 수상
- 2023년 과학기술훈장 도약장 수상

## 방송
- 2012년 11월 29일 로호 3차 발사 “나로호 이번이 마지막 도전”…1·2차와 달라진 점은? - 채널A
- 2012년 10월 26일 반세기 늦은 출발…"과감한 투자 필요" - KTV

## 사설 / 칼럼
- 2012년 4월 18일 동아일보 - 과학세상/방효충 우리 위성기술도 세계적 수준이다

## 같이 보기
- 탁민제
- 위상규